# شاهرخ ظهیری
شاهرخ ظهیری (زاده ۱۳۰۹ ملایر -۲۲ فروردین ۱۳۹۸)کارآفرین ایرانی، بنیانگذار و مدیرعامل گروه صنایع غذایی مهرام بوده‌است. وی همچنین مشاور اتاق بازرگانی و صنایع و معادن تهران بود.

## زندگی‌نامه
شاهرخ ظهیری در سال ۱۳۰۹ ملایر از پدری ملایری و مادری تهرانی زاده شد. خانوادهٔ آن‌ها وقتی شاهرخ ۲ ساله بود به تهران، و در ۴ سالگی او به قم مهاجرت کردند و برای چندین سال در آنجا ساکن بودند. شاهرخ ظهیری تحصیلات متوسطه را در این شهر گذراند.
در ۱۸ سالگی پدرش را بر اثر بیماری سل از دست داد و به عنوان فرزند بزرگ، کفالت مادر و خواهران و برادرانش را عهده‌دار گشت. ابتدا با مدرک تحصیلی پنجم دبیرستان به استخدام ادارهٔ فرهنگ قم درآمد و به عنوان معلم دبستان به تدریس مشغول شد. بعد از مدتی به قلهک انتقالی گرفته و در آنجا همزمان با ادامهٔ تحصیل در رشتهٔ حقوق در مقطع کارشناسی، در دبستان تدریس کرده و همچنین در یک فروشگاه منسوجات مشغول به کار می‌شود.
ظهیری از طریق واسطه‌هایی که به خاطر خرید و فروش پارچه با آنها آشنا شده بوده‌است، وارد گروهی از کارخانجات وابسته به تشکیلات دولتی به نام کارخانجات ماه می‌شود. پس از مدتی از طرف مهدی بوشهری مأمور ایجاد کارخانه‌ای برای تولیدات غذایی می‌شود که مهرام نام می‌گیرد.
دکتر رضا یادگاری (کارآفرین اثر گذار ملی و مدیرعامل باشگاه توسعه کسب و کار یونسکو) و دكتر مهشید سنایی فرد بنیانگذاران مجموعه کتابهای ١٠٠٠ جلدى زندگى ‌نامه کارآفرینان و مدیران بزرگ ایرانی (رکورددار کتاب های کارآفرینی در سایت جهانی آمازون و برندگان جایزه ملی جلال آل احمد به پاس دو دهه نگارش ادبیات اقتصادی ایران)بِه همراه دكتر على نظامى فرد به عنوان مشاور اجرایی، کتابی را تحت نام کارآفرینی به شیوه شاهرخ ظهیری برای دانشگاه صنعتی شریف نوشتند که مورد استقبال دانشجویان و کارآفرینان بزرگ ایرانی قرار گرفت.

## درگذشت
شاهرخ ظهیری در ۲۲ فروردین ۹۸ درگذشت.